# Amblyseius
Genre
Synonymes
- Amblyseialus Karg, 1983

Amblyseius est un genre d'acariens de la famille des Phytoseiidae, plus de 300 espèces sont connues.

## Description
Les espèces de ce genre sont prédatrices. Les formes mobiles ont pour proies principalement les acariens et les thysanoptères sur les arbres fruitiers, la vigne, les cultures légumières et les cultures ornementales. Plusieurs espèces sont donc utilisées comme agents de contrôle biologique de ces ravageurs.

## Liste des espèces
- Amblyseius abbasovae Wainstein & Beglyarov, 1971
- Amblyseius acalyphus Denmark & Muma, 1973
- Amblyseius adhatodae Muma, 1967
- Amblyseius adjaricus Wainstein & Vartapetov, 1972
- Amblyseius aequipilus Berlese, 1914
- Amblyseius aerialis (Muma, 1955)
- Amblyseius alpigenus Wu, 1987
- Amblyseius alpinia Tseng, 1983
- Amblyseius americanus Garman, 1948
- Amblyseius amorphalae Sadanandan & Ramani 2006
- Amblyseius ampullosus Wu & Lan, 1991
- Amblyseius anacardii De Leon, 1967
- Amblyseius andersoni (Chant, 1957)
- Amblyseius angulatus Karg, 1982
- Amblyseius animos Khan, Afzal & Akbar, 2000
- Amblyseius ankaratrae Blommers, 1976
- Amblyseius anomalus van der Merwe, 1968
- Amblyseius apocynae Chinniah & Mohanasundaram 2001
- Amblyseius araraticus Arutunjan & Ohandjanian, 1972
- Amblyseius aricae Karg, 1976
- Amblyseius armeniacus Arutunjan & Ohandjanian, 1972
- Amblyseius asperocervix McMurtry & Moraes, 1985
- Amblyseius bahiensis Lofego, Moraes & McMurtry, 2000
- Amblyseius bayonicus Athias-Henriot, 1966
- Amblyseius begljarovi Abbasova, 1970
- Amblyseius bellatulus Tseng, 1983
- Amblyseius bhadrakshae Sadanandan & Ramani 2006
- Amblyseius bidens Karg, 1970
- Amblyseius bidibidi (Collyer, 1964)
- Amblyseius boina Blommers, 1976
- Amblyseius brachyscutatus Zannou, Moraes & Oliveira 2007
- Amblyseius brevicervix Wu & Li, 1985
- Amblyseius bufortus Ueckermann & Loots, 1988
- Amblyseius bulga Khan, Khan & Akbar, 1997
- Amblyseius calidum Khan, Afzal & Akbar, 2000
- Amblyseius caricus Azfal, Ali & Akbar 2004
- Amblyseius carnis Khan, Khan & Akbar, 1997
- Amblyseius caspiansis (Denmark & Daneshvar, 1982)
- Amblyseius caudatus Berlese, 1914
- Amblyseius caviphilus Karg, 1986
- Amblyseius celsus Khan, Khan & Akbar, 1997
- Amblyseius cessator De Leon, 1962
- Amblyseius changbaiensis Wu, 1987
- Amblyseius chanioticus Papadoulis, 1997
- Amblyseius channabasavannai Gupta & Daniel in Gupta 1978
- Amblyseius chanti Zannou, Moraes & Oliveira 2007
- Amblyseius chiapensis De Leon, 1961
- Amblyseius chilcotti Chant & Hansell, 1971
- Amblyseius choii Ryu 2004
- Amblyseius chorites Schuster & Pritchard, 1963
- Amblyseius chungas Denmark & Muma, 1989
- Amblyseius cinctus Corpuz-Raros & Rimando, 1966
- Amblyseius circumflexis De Leon, 1966
- Amblyseius coffeae De Leon, 1961
- Amblyseius coffeae Sadanandan 2006
- Amblyseius colimensis Aponte & McMurtry, 1987
- Amblyseius collaris Karg, 1983
- Amblyseius comatus Ueckermann & Loots, 1988
- Amblyseius compositus Denmark & Muma, 1973
- Amblyseius consanguineus Wu & Ou 2002
- Amblyseius corderoi Chant & Baker, 1965
- Amblyseius crassicaudalis Karg, 1998
- Amblyseius crowleyi Congdon, 2002
- Amblyseius cucurbitae Rather, 1985
- Amblyseius cupulus Denmark & Muma, 1989
- Amblyseius curiosus (Chant & Baker, 1965)
- Amblyseius curticalyx Zannou, Moraes & Oliveira 2007
- Amblyseius curticervicalis Moraes & Mesa in Moraes, Mesa & Braun 1991
- Amblyseius curtus Khan, Ashfaq & Afzal 2007
- Amblyseius cydonus Ueckermann & Loots, 1988
- Amblyseius daliensis Liang & Ke, 1984
- Amblyseius deductus Chaudhri, Akbar & Rasool, 1979
- Amblyseius deleonellus Athias-Henriot, 1967
- Amblyseius denticulosus (Hirschmann, 1962)
- Amblyseius divisus De Leon, 1961
- Amblyseius dolium Khan & Ashfaq 2005
- Amblyseius donaldi Chant & McMurtry 2004
- Amblyseius duncansoni Specht & Rasmy, 1970
- Amblyseius duplicesetus Moraes & McMurtry, 1988
- Amblyseius eharai Amitai & Swirski, 1981
- Amblyseius erlangensis (Hirschmann, 1962)
- Amblyseius euanalis (Karg, 1983)
- Amblyseius euterpes Gondim Jr. & Moraes, 2001
- Amblyseius euvertex Karg, 1983
- Amblyseius excelsus Chaudhri, Akbar & Rasool, 1979
- Amblyseius faerroni Denmark & Evans in Denmark, Evans, Aguilar, Vargas & Ochoa 1999
- Amblyseius fernandezi Chant & Baker, 1965
- Amblyseius fieldsi Denmark & Muma, 1989
- Amblyseius fijiensis McMurtry & Moraes, 1984
- Amblyseius filcae Denmark & Villanueva 2008
- Amblyseius filicinae Karg, 1998
- Amblyseius filixis Karg, 1970
- Amblyseius firmus Ehara, 1967
- Amblyseius fletcheri Schicha, 1981
- Amblyseius foenalis Berlese, 1914
- Amblyseius forfex Khan, Khan & Akbar, 1997
- Amblyseius franzellus Athias-Henriot, 1967
- Amblyseius fraterculus Berlese, 1916
- Amblyseius fusculus Khan, Ashfaq & Afzal 2007
- Amblyseius genualis De Leon, 1967
- Amblyseius geonomae Gondim Jr. & Moraes, 2001
- Amblyseius gliricidii De Leon, 1961
- Amblyseius glomeris Khan & Ashfaq 2005
- Amblyseius gracilis (Garman, 1958)
- Amblyseius gramineous Wu, Lan & Zhang, 1992
- Amblyseius graminis Chant, 1956
- Amblyseius grandisimilis Ma 2004
- Amblyseius gratus Khan & Ashfaq 2005
- Amblyseius gruberi Denmark & Muma, 1989
- Amblyseius guianensis De Leon, 1966
- Amblyseius guntheri McMurtry & Schicha, 1987
- Amblyseius hainanensis Wu in Wu & Qian 1983
- Amblyseius haleakalus Prasad, 1968
- Amblyseius hederae Denmark & Muma, 1989
- Amblyseius herbicoloides McMurtry & Moraes, 1984
- Amblyseius herbicolus (Chant, 1959)
- Amblyseius hexadens Karg, 1983
- Amblyseius humilis Khan, Khan & Akbar, 1997
- Amblyseius hurlbutti Denmark & Muma, 1989
- Amblyseius igarassuensis Gondim Jr. & Moraes, 2001
- Amblyseius imitopeltatus Ma & Lin 2007
- Amblyseius impeltatus Denmark & Muma, 1973
- Amblyseius impressus Denmark & Muma, 1973
- Amblyseius incognitus Schuster, 1966
- Amblyseius indirae Gupta, 1985
- Amblyseius indocalami Zhu & Chen, 1983
- Amblyseius infundibulatus Athias-Henriot, 1961
- Amblyseius intermedius Gonzalez & Schuster, 1962
- Amblyseius invictus Schuster, 1966
- Amblyseius ipomoeae Ghai & Menon, 1967
- Amblyseius irinae Wainstein & Arutunjan, 1973
- Amblyseius ishizuchiensis Ehara, 1972
- Amblyseius isuki Chant & Hansel, 1971
- Amblyseius italicus (Chant, 1959)
- Amblyseius jailensis Kolodochka, 1981
- Amblyseius jamesi Zannou, Moraes & Oliveira 2007
- Amblyseius januaricus Wainstein & Vartapetov, 1973
- Amblyseius jilinensis Wu, 1987
- Amblyseius juliae Schicha, 1983
- Amblyseius kadii El-Halawany & Abdel-Samad, 1990
- Amblyseius kadzhajai Gomelauri, 1968
- Amblyseius kaguya Ehara, 1966
- Amblyseius kalandadzei Gomelauri, 1968
- Amblyseius keni Schicha, 1987
- Amblyseius kochi Chant & McMurtry 2004
- Amblyseius kokufuensis Ehara & Kato in Ehara, Okada & Kato 1994
- Amblyseius koothaliensis Anithalatha 2005
- Amblyseius koreaensis Denmark & Muma, 1989
- Amblyseius koumacensis Schicha, 1981
- Amblyseius kulini Gupta, 1978
- Amblyseius kundurukkae Anithalatha & Ramani 2004
- Amblyseius largoensis (Muma, 1955)
- Amblyseius laselvius (Denmark & Evans, 1999)
- Amblyseius lassus Schuster, 1966
- Amblyseius latoculatus Karg, 2006
- Amblyseius leai Tixier & Kreiter, 2005
- Amblyseius lemani Tencalla & Mathys, 1958
- Amblyseius lencus Denmark & Evans in Denmark, Evans, Aguilar, Vargas & Ochoa 1999
- Amblyseius lentiginosus Denmark & Schicha, 1974
- Amblyseius leonardi McMurtry & Moraes, 1989
- Amblyseius lianshanus Zhu & Chen, 1980
- Amblyseius lituatus Athias-Henriot, 1961
- Amblyseius longicollis Denmark & Evans in Denmark, Evans, Aguilar, Vargas & Ochoa 1999
- Amblyseius longimedius Wang & Xu, 1991
- Amblyseius longisaccatus Wu, Lan & Liu, 1995
- Amblyseius longulus Berlese, 1914
- Amblyseius lumangweensis Zannou, Moraes & Oliveira 2007
- Amblyseius lynnae McMurtry & Moraes, 1989
- Amblyseius magnoliae Muma, 1961
- Amblyseius mahabaeus Schicha & Corpuz-Raros, 1992
- Amblyseius malabarensis Anithalatha & Ramani 2004
- Amblyseius malovi Beglyarov, 1981
- Amblyseius martini Collyer, 1982
- Amblyseius martus De Leon, 1966
- Amblyseius matinikus Schicha & Corpuz-Raros, 1992
- Amblyseius mazatlanus Denmark & Muma, 1989
- Amblyseius mcmurtryi Muma, 1967
- Amblyseius megaporos De Leon, 1961
- Amblyseius meghriensis Arutunjan, 1968
- Amblyseius melicardus Khan & Ashfaq 2005
- Amblyseius meridionalis Berlese, 1914
- Amblyseius microorientalis Wainstein & Beglyarov, 1971
- Amblyseius modestus (Chant & Baker, 1965)
- Amblyseius mohanasundarami Anithalatha 2005
- Amblyseius monacus Wainstein, 1975
- Amblyseius morii Ehara, 1967
- Amblyseius mountus Ryu, 1995
- Amblyseius multidentatus (Chant, 1959)
- Amblyseius muraleedharani Gupta, 1986
- Amblyseius murteri Schweizer, 1961
- Amblyseius nahatius Schicha & Corpuz-Raros, 1992
- Amblyseius nambourensis Schicha, 1981
- Amblyseius nayaritensis De Leon, 1961
- Amblyseius nemorivagus Athias-Henriot, 1961
- Amblyseius neoankaratrae Ueckermann & Loots, 1988
- Amblyseius neobernhardi Athias-Henriot, 1966
- Amblyseius neochiapensis Lofego, Moraes & McMurtry, 2000
- Amblyseius neocinctus Schicha & Corpuz-Raros, 1992
- Amblyseius neofijiensis Wu, Lan & Liu, 1995
- Amblyseius neofirmus Ehara & Okada in Ehara, Okada & Kato 1994
- Amblyseius neolargoensis van der Merwe, 1965
- Amblyseius neolentiginosus Schicha, 1979
- Amblyseius neopascalis Wu & Ou, 2001
- Amblyseius neoperditus Moraes & Mesa in Moraes, Mesa & Braun 1991
- Amblyseius neorykei Gupta, 1977
- Amblyseius newelli (Chant, 1960)
- Amblyseius nicola Chant & Hansell, 1971
- Amblyseius nonfraterculus Schicha, 1987
- Amblyseius oatmani Denmark, 1974
- Amblyseius obtuserellus Wainstein & Beglyarov, 1971
- Amblyseius obtusus (Koch, 1839)
- Amblyseius ochii Ehara & Yokogawa, 1977
- Amblyseius omaloensis Gomelauri, 1968
- Amblyseius oocarpus (Denmark & Evans, 1999)
- Amblyseius operculatus De Leon, 1967
- Amblyseius orientalis Ehara, 1959
- Amblyseius ovalitectus van der Merwe, 1968
- Amblyseius pamperisi Papadoulis, 1997
- Amblyseius paraaerialis Muma, 1967
- Amblyseius parabufortus (Denmark & Evans, 1999)
- Amblyseius parakaguya Denmark & Edland, 2002
- Amblyseius parasundi Blommers, 1974
- Amblyseius pascalis Tseng, 1983
- Amblyseius passiflorae Blommers, 1974
- Amblyseius patellae Karg, 1982
- Amblyseius paucisetis Wainstein, 1983
- Amblyseius paucisetosus McMurtry & Moraes, 1985
- Amblyseius paulofariensis Demite, Lofego & Feres 2007
- Amblyseius perceleris Karg 2003
- Amblyseius perditus Chant & Baker, 1965
- Amblyseius perlongisetus Berlese, 1916
- Amblyseius perplexus Denmark & Evans in Denmark, Evans, Aguilar, Vargas & Ochoa 1999
- Amblyseius phillipsi McMurtry & Schicha in McMurtry & Moraes 1984
- Amblyseius piracicabae (Denmark & Muma, 1973)
- Amblyseius poculi Karg 2003
- Amblyseius polisensis Schicha & Corpuz-Raros, 1992
- Amblyseius pravus Denmark, 1977
- Amblyseius pretoriaensis Ueckermann & Loots, 1988
- Amblyseius pritchardellus Athias-Henriot, 1967
- Amblyseius proresinae Karg, 1970
- Amblyseius pseudorientalis Chinniah & Mohanasundaram, 2001
- Amblyseius punctatus Muma, Metz & Farrier, 1967
- Amblyseius pustulosus Karg, 1994
- Amblyseius quichua McMurtry & Moraes, 1989
- Amblyseius raoiellus Denmark & Muma, 1989
- Amblyseius rawalakotensis Ullah Khan, Afzal & Bashir 2007
- Amblyseius readshawi Schicha, 1987
- Amblyseius rhabdus Denmark, 1965
- Amblyseius riodocei El-Banhawy, 1984
- Amblyseius rubiae Chinniah & Mohanasundaram 2001
- Amblyseius salinellus Athias-Henriot, 1966
- Amblyseius saltus (Zack, 1969)
- Amblyseius sangangensis Zhu & Chen, 1983
- Amblyseius santoensis Schicha, 1981
- Amblyseius saopaulus Denmark & Muma, 1973
- Amblyseius saurus De Leon, 1962
- Amblyseius schusteri (Chant, 1959)
- Amblyseius sculpticollis Denmark & Evans in Denmark, Evans, Aguilar, Vargas & Ochoa 1999
- Amblyseius segregans De Leon, 1966
- Amblyseius sellnicki (Karg, 1960)
- Amblyseius serratus Karg, 1976
- Amblyseius shiganus Ehara, 1972
- Amblyseius siddiqui Khan & Chaudhri, 1969
- Amblyseius silvaticus (Chant, 1959)
- Amblyseius similicaudalis Karg, 1998
- Amblyseius similifloridanus (Hirschmann, 1962)
- Amblyseius similoides Buchellos & Pritchard, 1960
- Amblyseius sinuatus De Leon, 1961
- Amblyseius sinuatus Zhu & Chen, 1980 nec De Leon 1961
- Amblyseius sobrinulus Athias-Henriot, 1967
- Amblyseius solani Ramos & Rodriguez, 1997
- Amblyseius solus Denmark & Matthysse in Matthysse & Denmark 1981
- Amblyseius sorakensis Ryu, 1995
- Amblyseius sparsus Kolodochka, 1990
- Amblyseius spiculatus Denmark & Muma, 1973
- Amblyseius stramenti Karg, 1965
- Amblyseius strobocorycus Wu, Lan & Liu, 1995
- Amblyseius subpassiflorae Wu & Lan, 1989
- Amblyseius subtilidentis Karg, 1993
- Amblyseius sumatrensis Ehara, 2002
- Amblyseius sundi Pritchard & Baker, 1962
- Amblyseius supercaudatus Karg, 1994
- Amblyseius swellendamensis Ueckermann & Loots, 1988
- Amblyseius sylvestris Denmark & Muma, 1989
- Amblyseius talpa Khan & Ashfaq 2008
- Amblyseius tamatavensis Blommers, 1974
- Amblyseius tee Schicha, 1983
- Amblyseius tenuis Wu & Ou, 2001
- Amblyseius terreus Kolodochka 2003
- Amblyseius tianmuensis Liang & Lao, 1994
- Amblyseius triangulus Wu, Lan & Zeng, 1997
- Amblyseius trisetosus Tseng, 1983
- Amblyseius tsugawai Ehara, 1959
- Amblyseius tubae Karg, 1970
- Amblyseius tubocalicis Karg 2006
- Amblyseius tuscus Berlese, 1914
- Amblyseius utricularius Karg, 1994
- Amblyseius utriculus Karg, 1989
- Amblyseius valpoensis Gonzalez & Schuster, 1962
- Amblyseius vasiformis Moraes & Mesa in Moraes, Mesa & Braun 1991
- Amblyseius verginensis Papadoulis, 1995
- Amblyseius victoireae Zannou, Moraes & Oliveira 2007
- Amblyseius volcanus Prasad, 1968
- Amblyseius waltersi Schicha, 1981
- Amblyseius wangi (Yin, Bei & Lu, 1992)
- Amblyseius wanka Schicha & Corpuz-Raros, 1992
- Amblyseius williamsi Schicha, 1983
- Amblyseius wui Chant & McMurtry 2004
- Amblyseius wuyiensis Wu & Li, 1983
- Amblyseius yadongensis Wu, 1987
- Amblyseius yonganensis Ma & Lin 2007
- Amblyseius zaheri Yousef & El-Brollosy in Zaher 1986

## Référence
- Berlese, 1914 : Acari nuovi. Manipulus IX. Redia Giornale di entomologia, vol. 10, p. 113–150.